# Crypte royale (Belgique)
Pour les articles homonymes, voir Crypte royale.

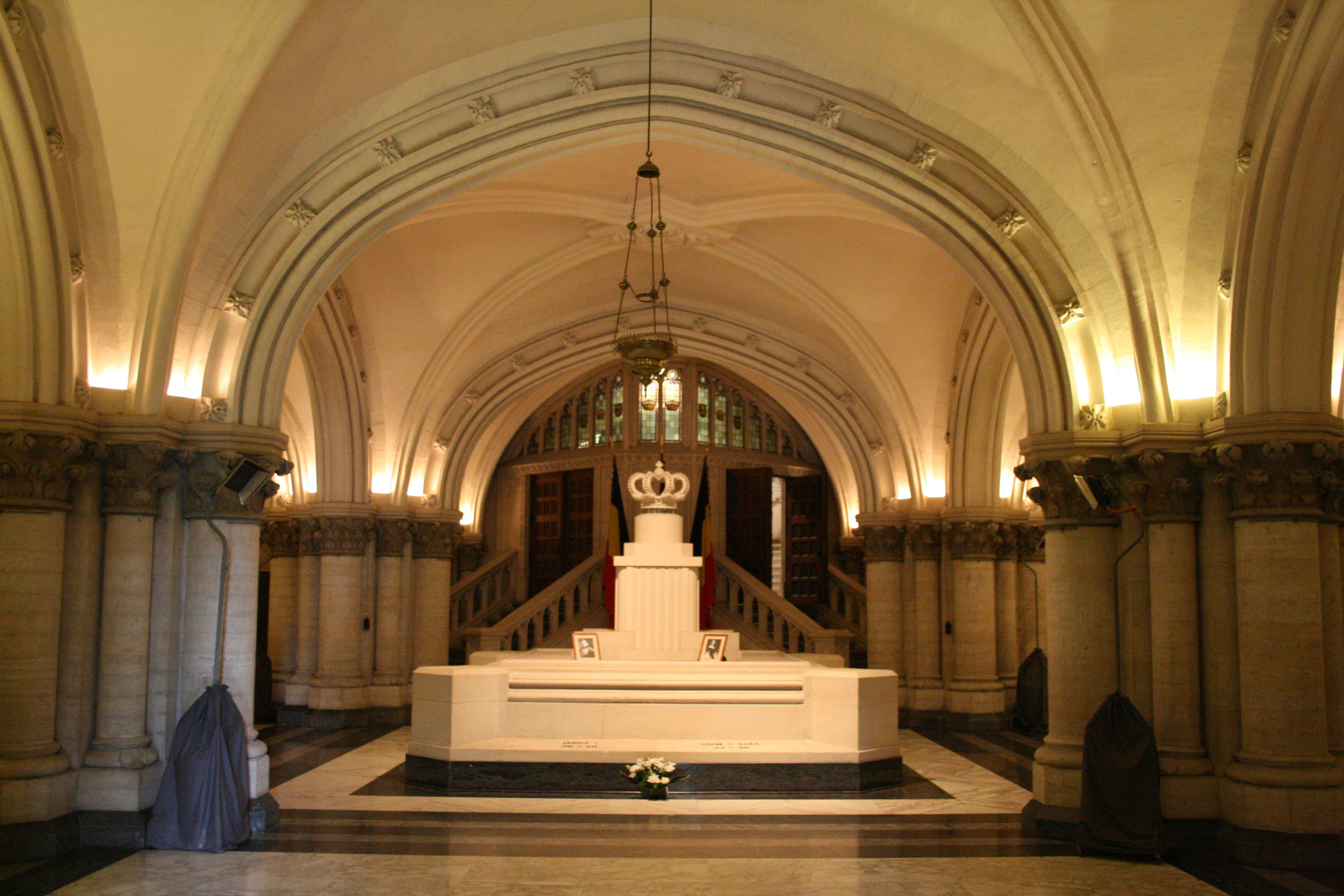
Au centre de la crypte, le sarcophage de Léopold Ier et Louise-Marie d’Orléans, premiers roi et reine des Belges.

La crypte royale de l'église Notre-Dame de Laeken à Laeken (Bruxelles), est la nécropole des monarques (rois des Belges) du royaume de Belgique et de leurs épouses, ainsi que de certains autres membres de la famille royale belge, tous issus de la maison de Saxe-Cobourg, branche cadette de la maison de Saxe-Cobourg et Gotha.

## Localisation
La crypte royale se trouve dans l'église Notre-Dame, au nord de Bruxelles, dans l'ancienne commune de Laeken. Derrière l'abside de l'église, sous une chapelle octogonale, se trouvent les caveaux de tous les souverains de Belgique, et membres proches de la famille royale, décédés depuis 1834. Les sarcophages sont disposés en cercle autour de celui de Léopold Ier et de son épouse, placé au centre de la crypte et surmonté d'une couronne.

## Histoire

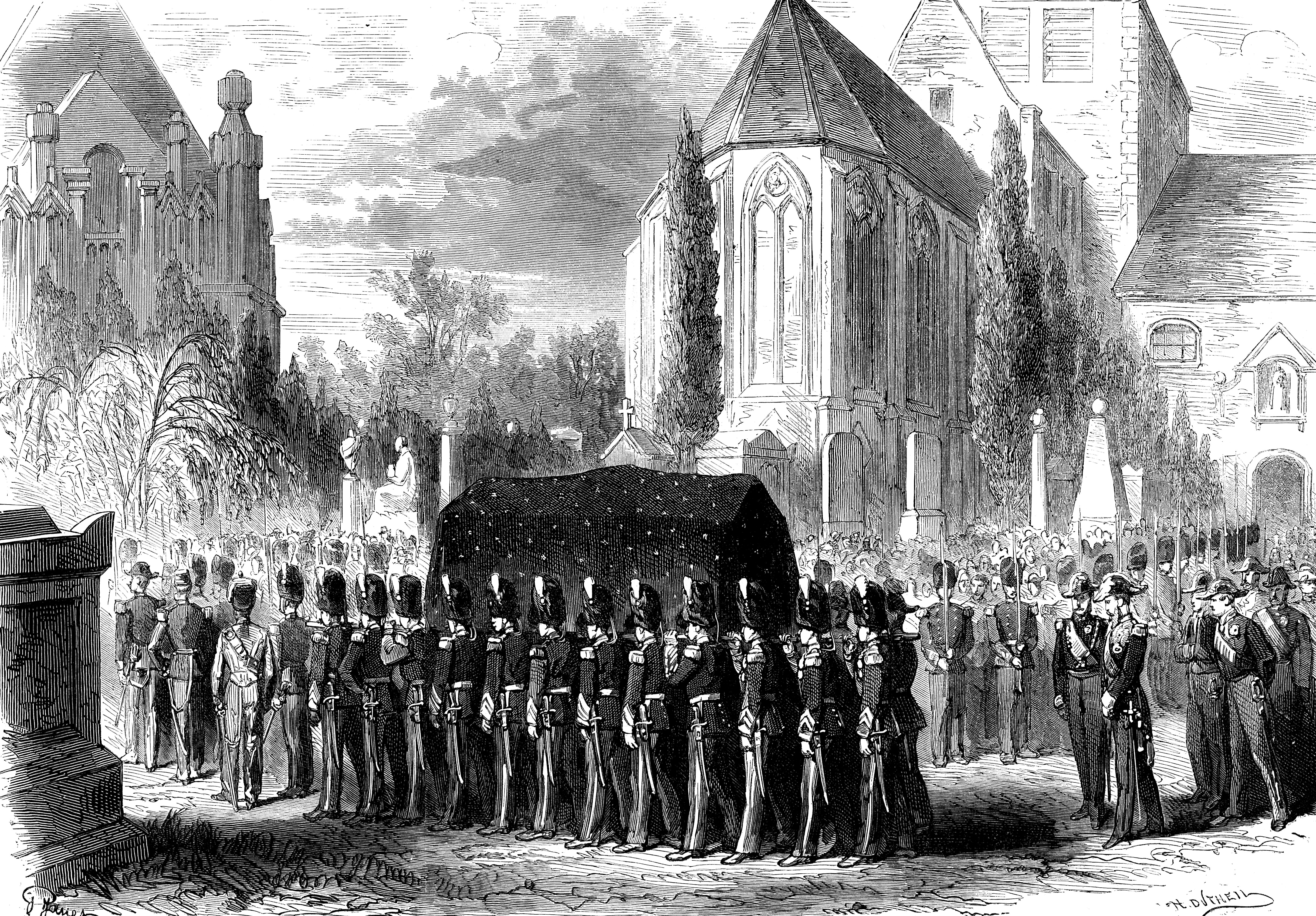
Transfert en 1876 des dépouilles du roi, de la reine Louise-Marie, et celle du prince Léopold du caveau de l'ancienne église dans celui de la nouvelle.

Bien que décédée à Ostende en 1850, la première reine des Belges, Louise-Marie d'Orléans, souhaitait être enterrée à Laeken. Son corps reposera quelques années dans l'ancienne église de Laeken. Mais son époux, le roi Léopold Ier, jugea que l'endroit était indigne de la famille royale, et fit mettre en chantier une nouvelle et grande église de Laeken. Léopold Ier posa lui-même (en 1854) la première pierre du nouvel édifice, construit par Joseph Poelaert dans le style néo-gothique. Le bâtiment monumental est consacré en 1872 mais il ne sera achevé qu'en 1909, à la suite d'une longue interruption des travaux. 
Des travaux d'agrandissement visant à accroître le nombre de caveaux sont confiés, entre 1932 et 1934, à Herman Lemaire, architecte principal au service des bâtiments. À cette occasion, l'accès à la crypte subit d'importantes modifications et deux chambres sépulcrales sont aménagées, dont les portails sont ornés de tympans représentant la mise au tombeau et la mort de la Vierge, d'après des dessins d'Herman Lemaire.

## Personnes inhumées
Vingt et une personnalités royales sont inhumées dans la crypte, dont cinq rois, cinq reines, et une impératrice. En voici la liste chronologique par date de décès :
1. Prince Louis-Philippe de Belgique, prince héritier de Belgique (24 juillet 1833 – 16 mai 1834) - (fils de Léopold Ier)
2. Louise d'Orléans, reine des Belges (3 avril 1812 – 11 octobre 1850) - (seconde épouse de Léopold Ier)
3. Léopold Ier, roi des Belges (16 décembre 1790 – 10 décembre 1865)
4. Prince Léopold de Belgique, prince héritier de Belgique (12 juin 1859 – 22 janvier 1869) - (fils de Léopold II)
5. Princesse Joséphine de Belgique (30 novembre 1870 – 18 janvier 1871) - (fille du prince Philippe de Belgique)
6. Prince Baudouin de Belgique (3 juin 1869 – 23 janvier 1891) - (fils du prince Philippe de Belgique)
7. Marie-Henriette de Habsbourg-Lorraine, reine des Belges (23 août 1836 – 19 septembre 1902) - (épouse de Léopold II)
8. Prince Philippe de Belgique, comte de Flandre (24 mars 1837 – 17 novembre 1905) - (fils de Léopold Ier)
9. Léopold II, roi des Belges (9 avril 1835 – 17 décembre 1909)
10. Princesse Marie de Hohenzollern-Sigmaringen (17 novembre 1845 – 26 novembre 1912) - (épouse du prince Philippe de Belgique)
11. Charlotte de Belgique, impératrice du Mexique (7 juin 1840 – 19 janvier 1927) - (épouse de l'empereur Maximilien Ier du Mexique, fille de Léopold Ier)
12. Albert Ier, roi des Belges (8 avril 1875 – 17 février 1934)
13. Astrid de Suède, reine des Belges (17 novembre 1905 – 29 août 1935) - (première épouse de Léopold III)
14. Élisabeth en Bavière, reine des Belges (25 juillet 1876 – 23 novembre 1965) - (épouse d'Albert Ier)
15. Prince Charles de Belgique, comte de Flandre, régent de Belgique (10 octobre 1903 – 1er juin 1983) - (fils d'Albert Ier)
16. Léopold III, roi des Belges (3 novembre 1901 – 25 septembre 1983)
17. Prince Léopold-Emmanuel de Liechtenstein (20 mai 1984 – 20 mai 1984) - (fils de Margaretha de Luxembourg et petit-fils du grand-duc Jean de Luxembourg et de Joséphine-Charlotte de Belgique)
18. Baudouin, roi des Belges (7 septembre 1930 – 31 juillet 1993)
19. Lilian Baels (28 novembre 1916 – 7 juin 2002) - (seconde épouse de Léopold III)
20. Prince Alexandre de Belgique (18 juillet 1942 – 29 novembre 2009) - (fils de Léopold III) (il est enterré dans une chapelle attenante et pas dans la crypte même)
21. Fabiola de Mora y Aragón, reine des Belges (11 juin 1928 – 5 décembre 2014) - (épouse du roi Baudouin)

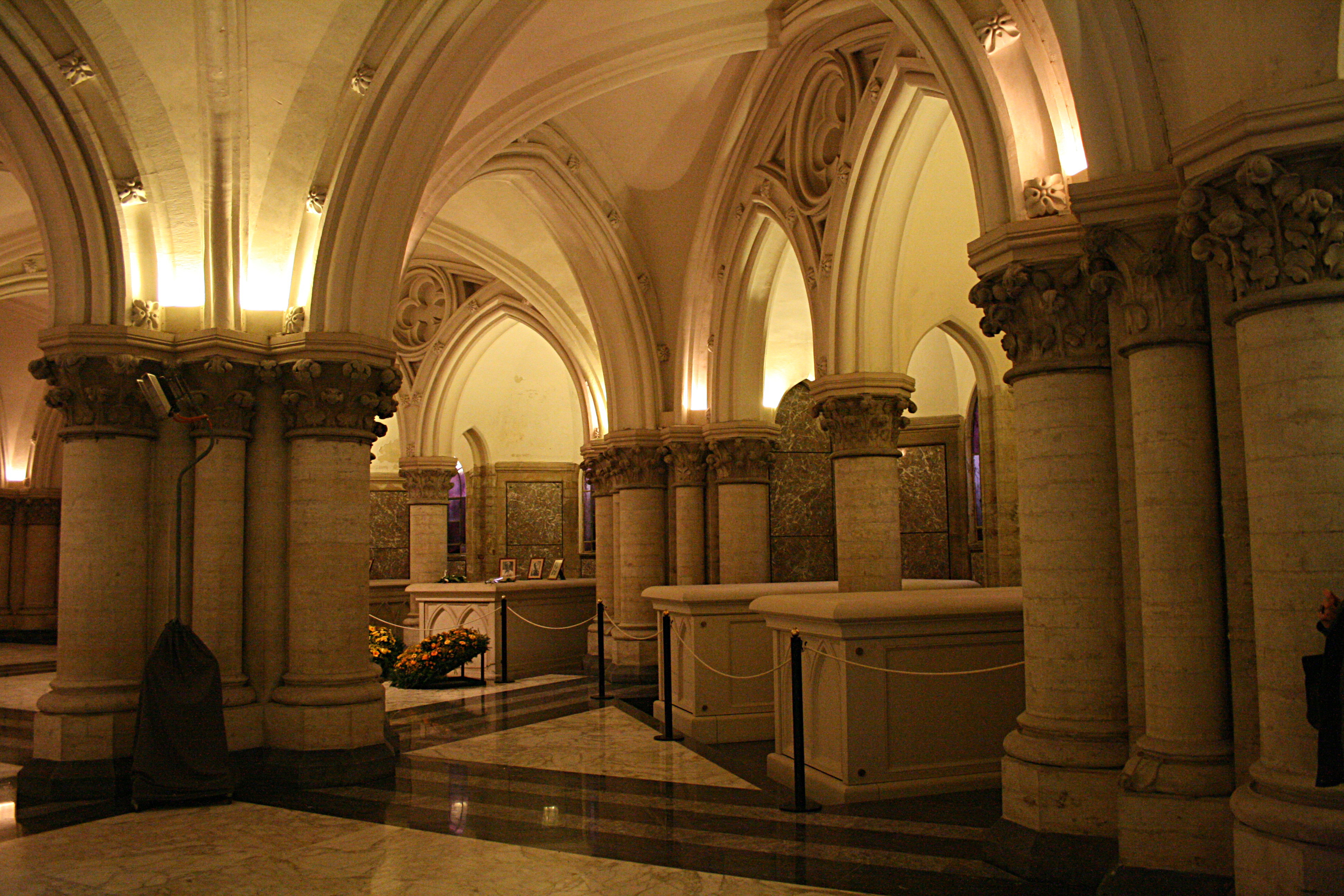
Léopold III, Astrid de Suède et Lilian Baels.
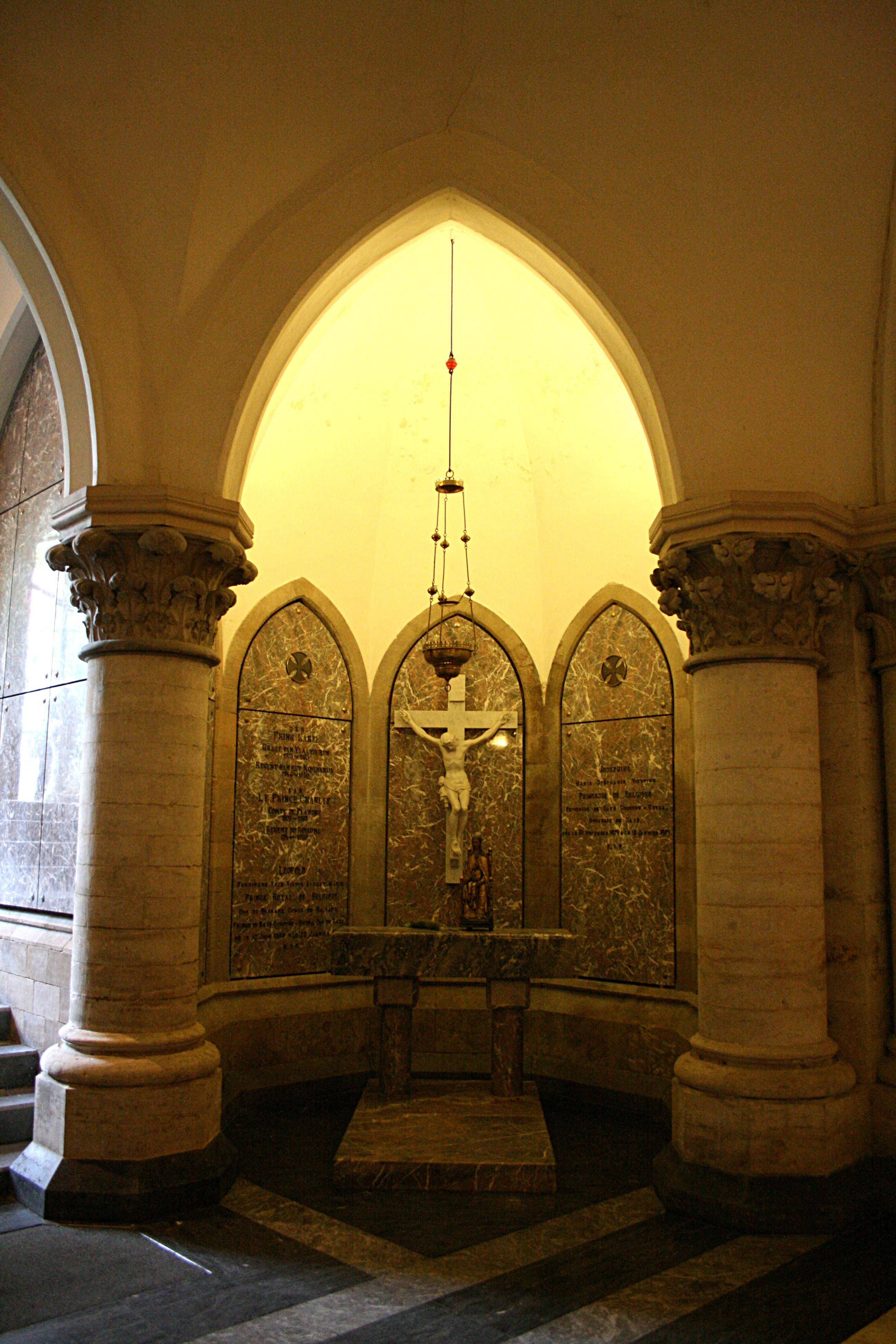
Charles de Belgique (gauche) et Joséphine de Belgique (droite).
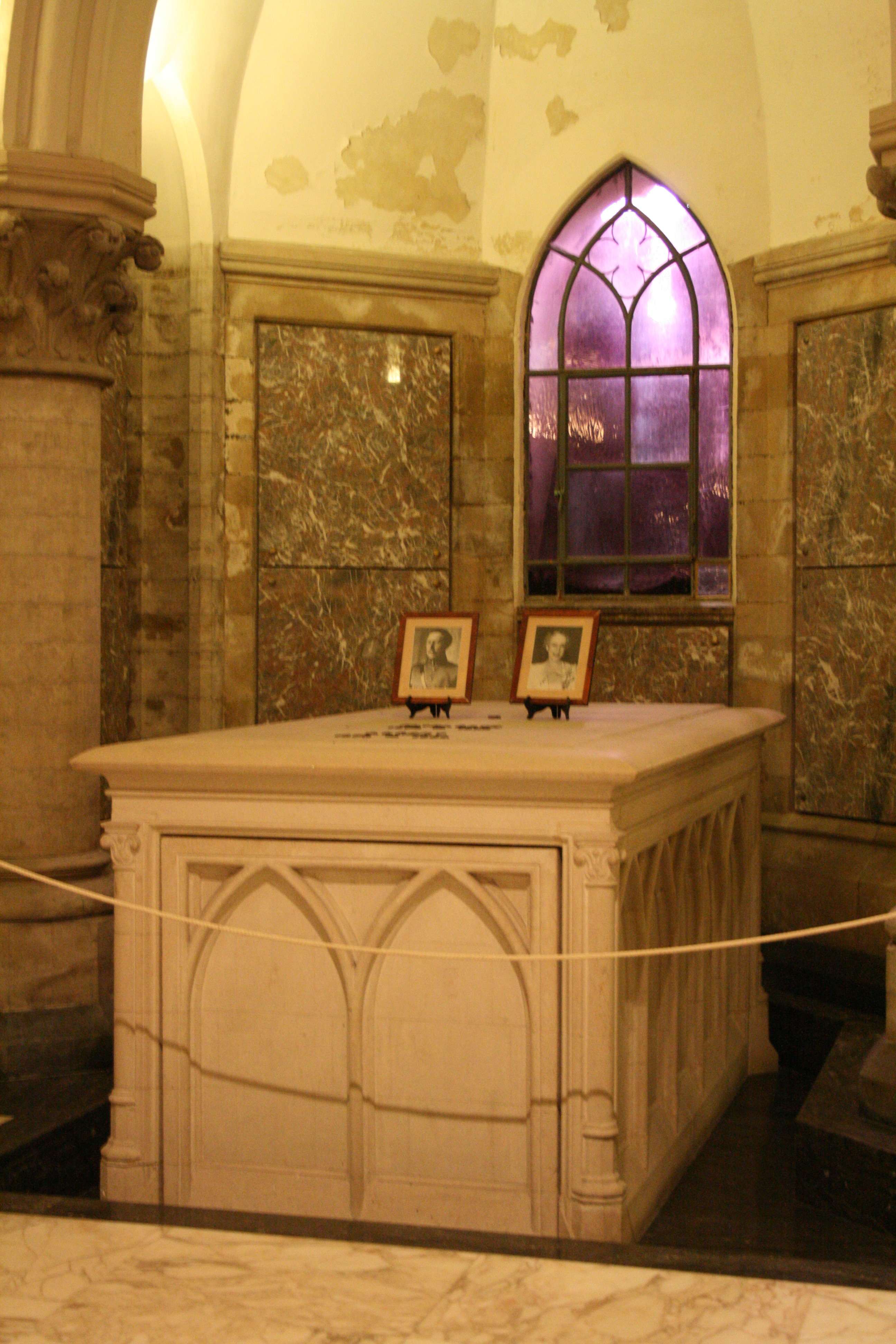
Albert Ier et Élisabeth en Bavière.

### Membres de la famille royale qui sont inhumés ailleurs
D'après royalty guide :
1. Louise de Belgique, fille de Léopold II au Südfriedhof à Wiesbaden en Allemagne.
2. Stéphanie de Belgique, fille de Léopold II au Benedikterstift, Pannonhalma en Hongrie.
3. Clémentine de Belgique, fille de Léopold II à la Chapelle Impériale du Palais Fesch à Ajaccio (Haute-Corse, France), nécropole des Bonaparte.
4. Henriette de Belgique, sœur d'Albert Ier à la Chapelle royale de Dreux (Eure-et-Loir, France), nécropole des Orléans.
5. Joséphine de Belgique, sœur d'Albert Ier au cimetière de Belgrade, près de Namur en Belgique, aux côtés des autres sœurs bénédictines de Sainte-Lioba.
6. Marie-José de Belgique, fille d'Albert Ier à l'Abbaye d'Hautecombe (Savoie, France), nécropole des Savoie.
7. Joséphine-Charlotte de Belgique, fille de Léopold III à la Cathédrale Notre-Dame de Luxembourg à Luxembourg-Ville.

Autres personnes :
1. Blanche Delacroix et un de ses fils, Philippe Durieux, « comte de Ravenstein », sont inhumés au Cimetière du Père-Lachaise à Paris (France).